# ارکورده
ارکورده (به پرتغالی: Arcoverde) یک منطقهٔ مسکونی در برزیل است که در پرنامبوکو واقع شده‌است. ارکورده ۳۵۳٫۴ کیلومتر مربع مساحت و ۷۴٬۸۲۲ نفر جمعیت دارد.